# Masaaki Endoh
Masaaki Endoh (遠藤正明, Endō Masaaki, 28 de agosto de 1967) é um cantor e compositor japonês, conhecido na área de trilhas sonoras para produções de anime e tokusatsu. É um dos membros fundadores do JAM Project desde seu início em 2000.

## Carreira

### 1993-1999: Primeiras anisons e parceria com Hironobu Kageyama

Capa do álbum Steeple Jack

Masaaki Endoh nasceu na província de Miyagi em 28 de agosto de 1967. Depois de terminar o ensino médio, ele se juntou a um grupo chamado The Hiptones, depois renomeado para Short Hopes. O trio participou de um teste para a Birthday Records. Deste teste, Endoh formou a banda Steeple Jack em 1993, que lançou um álbum homônimo. Dois anos depois, começou a se apresentar com Hironobu Kageyama, atuando como back vocal em seus shows, ele pode até ser ouvido no álbum Power Live'95 CYVOX. No mesmo ano, em 1995, lançou seu primeiro single, que acabou sendo sua estreia em anisons: "Forever Friends", com Akira Ochi, para o anime Street Fighter II V. Em 1997, lançou "Yuusha Ou Tanjou!", abertura de Yuusha Oh Gaogaigar, que o rendeu o apelido de "jovem leão das anisons" Esta canção, aliás, foi composta por Kohei Tanaka, mesmo compositor de "We Are!", primeira abertura de One Piece, cantada por seu futuro parceiro de JAM Project, Hiroshi Kitadani. Tanaka, inclusive, venceu o Heisei Anisong Grand Prix (1989-1999) na categoria Melhor Composição por estas duas músicas.
No mesmo ano, criou a dupla Koutetsu Kyodai (algo como "irmãos de metal" ou "irmãos de ferro") com Hironobu Kageyama. Eles assumiram personas fictícias, Kageyama era Kōtetsu Ichigō, e Endoh, Kōtetsu Nigō, irmãos do ano 2997 que voltaram no tempo. Até figurinos de armaduras foram criados para esses personagens. A dupla lançou dois álbuns (ROBOMETAL ZZZ em 1997 e ROBOMETAL II: ~Kō no Hōyō~ em 1998) com covers de anisons e temas de tokusatsu; além de poucas outras músicas, algumas compostas para Bakusō Kyōdai Let's & Go'!! MAX e Robotack. Nesse período, lançou um álbum e formou o grupo musical Blind Pig com outros dois músicos, mas a banda não durou muito.
Em 1998, participou da trilha sonora de Cowboy Bebop, cantando a música "LIVE in Baghdad", na qual cantou fazendo barulhos aleatórios com a boca, fazendo com que a canção tenha vocal, mas não letra. No mesmo ano, cantou "Ano Kawa wo Koete", encerramento de Niji no Senki Iris.
Em 1999, cantou o tema de abertura do jogo Gate Keepers, chamada "Gatekeepers 1970". .

### 2000-2009: JAM Project,Abaranger, Anime Friends,ENSON
Em 2000, Endoh e Kageyama se juntaram a Ichiro Mizuki, Eizo Sakamoto e Rica Matsumoto em 2000 para fundar o JAM Project, e não lançaram mais nada sob o projeto dos "irmãos de metal". Curiosamente, lançaram o álbum Akogi na futaritabi daze!!, mas não sob tal alcunha, esse álbum foi acompanhado de um ao vivo lançado dois anos depois.

Capa do álbum BLIND PIG II

Formou outra banda, a BLIND PIG, que lançou dois álbuns: BLIND PIG, em 2000, e BLIND PIG II, em 2002
Em 2001, no canal Kids Station, teve início o programa de TV Anipara Ongakukan, comandado por Hironobu Kageyama e Endoh. A cada episódio, artistas relacionados à anisons eram convidados para entrevistas e um pequeno show ao vivo com participação dos anfitriões. Um CD com os temas compostos para o programa foi lançado. Em um dos episódios, Kageyama chegou a fazer um cover de "Manhã de Carnaval". O programa foi cancelado em dezembro de 2017.
Em 2002, Hiroshi Kitadani entra para o JAM Project, após a saída do fundador Ichiro Mizuki. Endoh então se junta a ele e a Kageyama para criar o Manga Trio, com o objetivo de criar covers acústicos de músicas de anime e tokusatsu para se apresentarem em vários eventos, muitas vezes envolvidos em questões de caridade, tocando até em lugares pequenos, como escolas e parques.
Em 2003, lançou seu primeiro álbum solo de estúdio, CHAKURIKU!!. Mais ou menos na mesma época, ele cantou a abertura de Bakuryuu Sentai Abaranger, que foi a mais vendida música de Super Sentai da história até aquele ponto. Nesse mesmo ano, Eizo Sakamoto deixa o JAM Project, mas Masami Okui e Yoshiki Fukuyama passaram a integrar o supergrupo.
Em 2004, se apresentou no Brasil pela primeira vez, participando da Anime Friends. No ano seguinte, o brasileiro Ricardo Cruz entra para o JAM Project.
Em 2006, ele lançou seu segundo álbum M.e., seguido por um show organizado pela Lantis para promover o lançamento. O álbum incluiu "Carry On", também lançado na trilha sonora de Muv-Luv Alternative; e "CLOWN", do anime  Yomigaeru Sora - Rescue Wings. Este ano ainda marcou sua segunda participação na Anime Friends. Ele retornaria ao evento no ano seguinte.
Endoh lançou os álbuns ENSON e ENSON2 em 2008, ambos chegaram ao Oricon Albums Chart. Ambos contém covers de temas de abertura de animes populares do final dos anos 1990 e início dos anos 2000.
Em 2008, Rica Matsumoto deixa o JAM Project, criando a formação que se mantém até o presente. Foi nesse ano que Endoh visitou o Brasil pela primeira vez com o banda, novamente na Anime Friends, com apresentações de versões em karaokê de suas músicas. Em dezembro do mesmo ano, retornou a São Paulo para um show duplo com Hironobu Kageyama.
Em 2009, lançou seu terceiro álbum de estúdio, CIRCUS MAN. Ele introduziu o conceito de ele ser um artista de circo, com a capa mostrando seu rosto com maquiagens de palhaço. Um show foi organizado, mas nunca divulgado em mídia física. O artista novamente canta na Anime Friends e também no SANA, em Fortaleza.

### 2010-2025: Especiais de natal e álbuns acústicos
Em maio de 2010, ele participou de Yu-Gi-Oh! 5D'S, a terceira série da franquia Yu-Gi-Oh!, começando com sua quarta abertura, "Believe in Nexus", e, depois "Clear Mind" para a trilha sonora do anime. Mais tarde em dezembro, ele lançou um terceiro single para a série, sendo a quinta e última abertura, "Asu e no Michi ~Going my way!!~"  no mesmo dia em que o JAM Project lançou seu BOX de 10º aniversário. Ele apareceu no show de aniversário de Hironobu Kageyama em 2011 com outros membros do JAM Project. Em 2011, ele formou a SV Tribe com Hiroshi Kitadani e Aki Misato e o grupo continua a escrever e executar músicas de abertura para muitas séries de anime.
Para comemorar o Natal de 2010, Masaaki Endoh realizou cinco shows de 11 de novembro a 24 de dezembro intitulados "Christmas Acoustic Night 2010 ~present of the voice~" que continham músicas acústicas de seus álbuns e covers. Em dezembro de 2012, realizou mais três concertos sob o título "Christmas Acoustic Night 2012 ~present of the voice~" durante três noites.  A tradição continuou em 2013; enquanto estava em turnê com o JAM Project para seu último álbum, ele aproveitou a véspera de Natal para realizar um único show ao vivo chamado "Christmas Acoustic Night2013 ~present of the voice~".
Em julho de 2011, ele lançou seu quarto álbum de estúdio (e)-STYLE e promoveu o álbum fazendo uma turnê pelo Japão por três noites, de 24 de julho a 6 de agosto de 2011. Para o lançamento, o canal da Lantis no YouTube lançou um conjunto de vídeos mostrando Masaaki Endoh detalhando as letras de cada música do disco. Ele também participou do 10º aniversário do Type-Moon cantando "Fellows". Ainda em 2011, se juntou a Hironobu Kageyama e Hiroshi Kitadani para lançar duas músicas para a série de tokusatsu Sea Jetter Kaito. A abertura, homônima, foi composta por Kageyama com letras dele e de Endoh, que a cantou sozinho. Já a outra canção, chamada "Fumetsu no Hero", foi cantada pelo trio, com letra e música de Endoh.

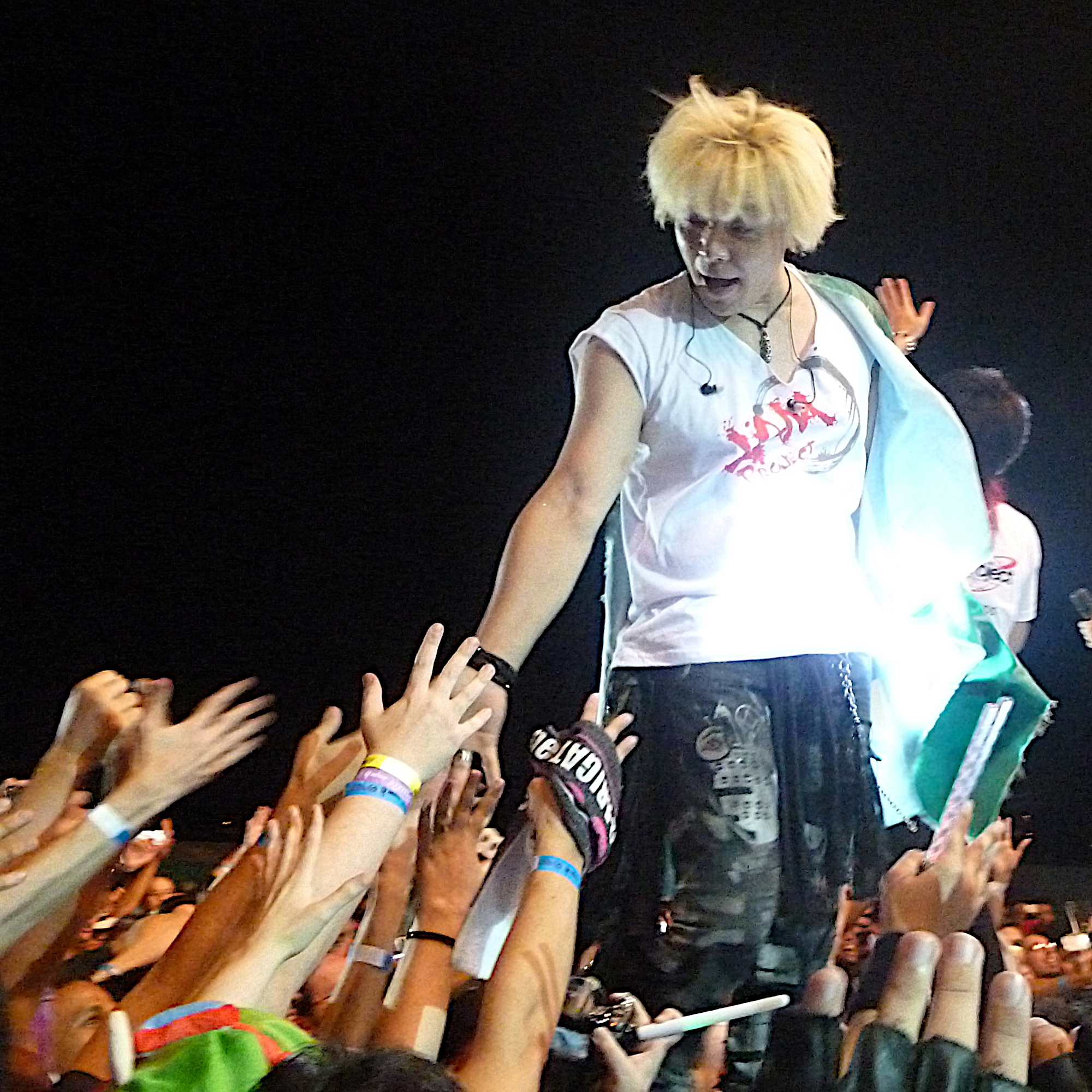
Endoh na Anime Friends 2013

Em 2012, voltou ao Brasil com o JAM Project, desta vez com banda e músicos tocando instrumentos, mas com a ausência de Yoshiki Fukuyama por motivos médicos. No ano seguinte, o JAM Project se apresenta novamente no mesmo evento, mas desta vez com sua formação completa.
Ele lançou seu quinto álbum de estúdio, EXTREME V MACHINE, em agosto de 2013 e fez uma turnê ao vivo intitulada "Masaaki Endoh Live Tour 2013 ~Extreme V Machine~" em setembro de 2013 para promover o álbum. Ele explicou que o "V" significa "voz" em sua turnê "Extreme V Machine", além de significar o número 5 em algarismos romanos. Em 2014, ele formou um pequeno grupo chamado "Endoh-kai" para cantar o tema de abertura de Kenzen Robo Daimidaler e a Lantis lançou uma pequena campanha para promover o grupo.
Em novembro de 2014, Endoh lançou seu primeiro álbum acústico chamado Present of the Voice, contendo diversos arranjos de suas canções mais famosas. Uma campanha de divulgação do álbum pedia aos fãs que enviassem fotos que seriam mostradas enquanto a faixa my beloved tocava. Em 2015, co-escreveu a letra de "Silent Road", para o single On the Rocks, de seu companheiro de JAM Project, Ricardo Cruz.Também lançou ENSON3, que seguiu as iterações anteriores com mais covers de temas famosos.
Ele lançou seu sexto álbum de estúdio em fevereiro de 2017, V6 Engine, desta vez com uma abordagem mais steampunk e robótica em algumas músicas.
Em dezembro de 2018, lançou a continuação de Present of the Voice com Present of the Voice 2.
Em 2020, Endoh foi anunciado com o cantor da abertura de Sakugan, "Kо̄kotsu Labyrinth". No mesmo ano, escreveu e compôs a música de abertura de Ultraman Z, "Goshouwa kudasai ware no na o!", e disse ser uma honra contribuir para uma série que teve parte vital em moldá-lo como pessoa.
Ainda em 2020, Endoh anunciou um show para comemorar seu aniversário, mas precisou ser cancelado devido à pandemia de COVID-19. Ele resolveu, então, fazer o show sem plateia e o transmitiu pela internet.
Em 2021, participou do álbum Battle & Message da banda angela, cantando na faixa título, que teve um videoclipe produzido.
Em 2022, revelou que, quando é convidado para fazer uma música de anime, tenta assistir e curtir o anime antes, para levar esse sentimento para a música, mas que nem sempre o tempo para isso é possível. Previamente, havia revelado que começa a compor pelos refrãos.
Em 2022, lançou a coletânea Masaaki Endoh ~THE BEST~ e, no ano seguinte, o álbum (e)7.
Em 2023, se juntou a Hirofumi Miyake e Shinpei Yashiro para formar a banda Buzzed Monkey. A banda já havia sido creditada em uma música no álbum solo anterior de Endoh, e lançaram seu primeiro álbum, homônimo, no ano seguinte.
Em 2024, Endoh volta a cantar o tema de abertura de um seriado Super Sentai 21 anos após o sucesso de "Abaranger", sendo o responsável por Bakuage Sentai BoonBoomger. Outra volta a músicas desse estilo de seriado aconteceu com as comemorações do aniversário de 20 anos de Sea Jetter Kaito, para o qual Endoh, Hironobu Kageyama e Hiroshi Kitadani, intérpretes das das duas músicas inclusas no single da abertura da série, fizeram uma nova música chamada "Next Action for the Future ~Sea Jetter Kaito", que foi lançada no single Mirai (Ashita) e Susume! Sea Jetter Kaito ~NEXT ACTION FOR THE FUTURE~, que também as duas músicas compostas anos antes. O lançamento aconteceu no Kaito Fes 2024, um evento que celebra a série.
Em janeiro de 2025, Endoh participará de um show em tributo a Kōji Wada, chamado Koji Wada Tribute Live 2025 - Butterflies Forever, que ocorrerá no Zepp DiverCity, em Tóquio. As comemorações a Wada serão acompanhadas com o lançamento de quatro álbuns. Dois chamados Be Forever Butter-Fly-BEST ALBUM-, e dois chamados Koji Wada Debut 25th Anniversary Tribute Album - Butterfly Forever, ambos divididos em duas edições chamadas "Special Edition K" e "Special Edition W" (as iniciais do artista). No "BEST ALBUM", as canções estarão todas com a voz de Wada e, no "Tribute Album", diversos artistas fazendo covers de músicas de Wada. Endoh cantará "for the future". No show, álbuns duplos especiais serão vendidos, juntando as músicas das "special editions" K e W em um só.

## Discografia
| N° | Título                                | Data de lançamento      | Obs                   | Posição na Oricon | Posição na Billboard Japan |
| -- | ------------------------------------- | ----------------------- | --------------------- | ----------------- | -------------------------- |
| 1  | Steeple Jack                          | 25 de setembro de 1995  | com Steeple Jack      | -                 | -                          |
| 4  | ROBOMETAL ZZZ                         | 20 de setembro de 1997  | com Koutetsu Kyodai   | -                 | -                          |
| 5  | ROBOMETAL II: ~Hagane no Houyou~      | 21 de abril de 1998     | com Koutetsu Kyodai   | -                 | -                          |
| 2  | Blind Pig                             | 10 de agosto de 2000    | com Blind Pig         | -                 | -                          |
| 3  | Blind Pig II                          | 30 de janeiro de 2002   | com Blind Pig         | -                 | -                          |
| 6  | Akogi na futaritabi daze!!            | 22 de novembro de 2000  | com Hironobu Kageyama | -                 | -                          |
| 7  | Akogi na futaritabi daze!! Dai 1 Shou | 06 de fevereiro de 2002 | com Hironobu Kageyama | -                 | -                          |
| 8  | CHAKURIKU!!                           | 27 de novembro de 2003  |                       | 223ª              | -                          |
| 9  | M.e.                                  | 29 de novembro de 2006  |                       | 180ª              | -                          |
| 10 | ENSON                                 | 11 de junho de 2008     | álbum de covers       | 43ª               | 94ª                        |
| 11 | ENSON2                                | 17 de dezembro de 2008  | álbum de covers       | 50ª               | 72ª                        |
| 12 | CIRCUS MAN                            | 29 de abril de 200      |                       | 74ª               | -                          |
| 13 | (e)-STYLE                             | 7 de julho de 2011      |                       | 32ª               | 32ª                        |
| 14 | EXTREME V MACHINE                     | 7 de agosto de 2013     |                       | 40ª               | 42ª                        |
| 15 | Present of the Voice                  | 5 de novembro de 2014   | acústico              | 57ª               | 59ª                        |
| 16 | ENSON3                                | 7 de outubro de 2015    | álbum de covers       | 24ª               | Hot 100: 29ª Vendas: 23ª   |
| 17 | V6 Engine                             | 1 de fevereiro de 2017  |                       | 27ª               | Hot 100: 46ª Vendas: 29ª   |
| 18 | Present of the Voice 2                | 12 de dezembro de 2018  | acústico              | -                 | 74ª                        |
| 19 | Masaaki Endoh ~THE BEST~              | 22 de junho de 2022     | coletânea             | 43ª               | Hot 100: 59ª Vendas: 37ª   |
| 20 | (e)7                                  | 25 de janeiro de 2023   | mini-álbum            | -                 | Hot 100: 60ª Vendas: 51ª   |